# Masoud Juma
Masoud Juma Choka (Isiolo, 3 febbraio 1996) è un calciatore keniota, attaccante dell'Esteghlal e della nazionale keniota.

## Caratteristiche tecniche
È un centravanti.

## Carriera

### Club
Ha giocato nella prima divisione keniota, in quella sudafricana, in quella emiratina, in quella libica, in quella algerina ed in quella marocchina.

### Nazionale
Ha esordito con la nazionale keniota il 10 giugno 2017 disputando l'incontro di qualificazione per la Coppa d'Africa 2019 perso 2-1 contro il Sierra Leone.
È stato convocato per disputare la Coppa d'Africa 2019.

## Palmarès

### Nazionale
- Coppa CECAFA: 1

2017